# سقوطهم الأصعب
سقوطهم الأصعب (بالإنجليزية: The Harder They Fall)‏ هو فيلم غرب أمريكي صدر عام 2021 من بطولة جوناثان ميجورز،إدريس إلبا،زازي بيتز،لاكيث ستانفيلد،ديلروي ليندو وريجينا كينغ.